# Luis Muriel
Luis Fernando Muriel Fruto (* 16. dubna 1991 Santo Tomás) je kolumbijský profesionální fotbalista, který hraje na pozici útočníka za italský klub Atalanta BC a za kolumbijský národní tým.

## Klubová kariéra
Poté, co Muriel zahájil svoji profesionální kariéru v kolumbijském Deportivu Cali, přestoupil do italského Udinese. Jeho první dvě sezóny v klubu strávil na hostováních ve španělské Granadě a Lecce. V první sezóně po návratu získal ocenění Nejlepší mladý hráč Serie A spolu s Stephanem El Shaarawym. V lednu 2015, po vstřelení 15 ligových branek v 57 utkáních v dresu Udinese, Muriel odešel do jiného týmu ze Serie A, do Sampdorie Janov. V klubu strávil dvě a půl sezóny a před přestupem do Sevilly v roce 2017 vstřelil 21 gólů v 79 ligových zápasech. V lednu 2019 se přesunul zpátky do Itálie, tentokrát na hostování do Fiorentiny. V červnu 2019 jej koupila Atalanta ze Serie A za přestupovou částku okolo 18 milionů euro.

## Reprezentační kariéra
Muriel je od roku 2012 kolumbijským reprezentantem. V seniorské reprezentaci debutoval v červnu 2012 v kvalifikačním zápase na Mistrovství světa proti Ekvádoru a následující rok vstřelil svůj první gól proti Guatemale. Později se zúčastnil Copy América v letech 2015 a 2019 a Mistrovství světa 2018.

## Statistiky

### Klubové
K 3. březnu 2021
| Klub               | Sezóna  | Liga      | Liga   | Liga | Pohár1 | Pohár1 | Kontinentální poháry2 | Kontinentální poháry2 | Ostatní3 | Ostatní3 | Celkem | Celkem |
| Klub               | Sezóna  | Liga      | Zápasy | Góly | Zápasy | Góly   | Zápasy                | Góly                  | Zápasy   | Góly     | Zápasy | Góly   |
| ------------------ | ------- | --------- | ------ | ---- | ------ | ------ | --------------------- | --------------------- | -------- | -------- | ------ | ------ |
| Deportivo Cali     | 2009    | Primera A | 1      | 0    | —      | —      | —                     | —                     | —        | —        | 1      | 0      |
| Deportivo Cali     | 2010    | Primera A | 10     | 9    | —      | —      | —                     | —                     | —        | —        | 10     | 9      |
| Deportivo Cali     | Celkem  | Celkem    | 11     | 9    | 0      | 0      | 0                     | 0                     | 0        | 0        | 11     | 9      |
| Udinese            | 2010/11 | Serie A   | 0      | 0    | 0      | 0      | —                     | —                     | —        | —        | 0      | 0      |
| Udinese            | 2012/13 | Serie A   | 22     | 11   | 1      | 0      | 0                     | 0                     | —        | —        | 23     | 11     |
| Udinese            | 2013/14 | Serie A   | 24     | 4    | 3      | 2      | 4                     | 2                     | —        | —        | 31     | 8      |
| Udinese            | 2014/15 | Serie A   | 11     | 0    | 0      | 0      | —                     | —                     | —        | —        | 11     | 0      |
| Udinese            | Celkem  | Celkem    | 57     | 15   | 4      | 2      | 4                     | 2                     | 0        | 0        | 65     | 19     |
| Granada (host.)    | 2010/11 | La Liga   | 7      | 0    | 2      | 0      | —                     | —                     | —        | —        | 9      | 0      |
| Lecce (host.)      | 2011/12 | Serie A   | 29     | 7    | 0      | 0      | —                     | —                     | —        | —        | 29     | 7      |
| Sampdoria (host.)  | 2014/15 | Serie A   | 16     | 4    | 0      | 0      | —                     | —                     | —        | —        | 16     | 4      |
| Sampdoria          | 2015/16 | Serie A   | 32     | 6    | 1      | 0      | 2                     | 1                     | —        | —        | 35     | 7      |
| Sampdoria          | 2016/17 | Serie A   | 31     | 11   | 2      | 2      | —                     | —                     | —        | —        | 33     | 13     |
| Sampdoria          | Celkem  | Celkem    | 63     | 17   | 3      | 2      | 2                     | 1                     | 0        | 0        | 68     | 20     |
| Sevilla            | 2017/18 | La Liga   | 29     | 7    | 9      | 2      | 8                     | 0                     | —        | —        | 46     | 9      |
| Sevilla            | 2018/19 | La Liga   | 6      | 1    | 2      | 0      | 10                    | 3                     | 1        | 0        | 19     | 4      |
| Sevilla            | Celkem  | Celkem    | 35     | 8    | 11     | 2      | 18                    | 3                     | 1        | 0        | 65     | 13     |
| Fiorentina (host.) | 2018/19 | Serie A   | 19     | 6    | 4      | 3      | —                     | —                     | —        | —        | 23     | 9      |
| Atalanta           | 2019/20 | Serie A   | 34     | 18   | 1      | 0      | 6                     | 1                     | —        | —        | 41     | 19     |
| Atalanta           | 2020/21 | Serie A   | 23     | 15   | 4      | 1      | 6                     | 2                     | —        | —        | 33     | 18     |
| Atalanta           | Celkem  | Celkem    | 57     | 33   | 5      | 1      | 12                    | 3                     | 0        | 0        | 74     | 37     |
| Celkem             | Celkem  | Celkem    | 295    | 99   | 29     | 10     | 36                    | 9                     | 1        | 0        | 359    | 118    |

1 Zahrnuje zápasy v Coppa Italia a Copa del Rey
2 Zahrnuje zápasy v Lize mistrů UEFA a Evropské lize UEFA
3 Zahrnuje zápasy v Supercopa de España

### Reprezentační
K 17. listopadu 2020
| Kolumbie | Kolumbie | Kolumbie |
| Rok      | Zápasy   | Góly     |
| -------- | -------- | -------- |
| 2012     | 1        | 0        |
| 2013     | 4        | 1        |
| 2014     | 0        | 0        |
| 2015     | 3        | 0        |
| 2016     | 6        | 0        |
| 2017     | 3        | 0        |
| 2018     | 5        | 1        |
| 2019     | 10       | 3        |
| 2020     | 4        | 2        |
| Total    | 36       | 7        |

K zápasu odehranému 17. listopadu 2020. Skóre a výsledky Kolumbie jsou vždy zapisovány jako první
| Gól | Datum           | Místo                                                          | Soupeř    | Skóre | Výsledek | Soutěž                                |
| --- | --------------- | -------------------------------------------------------------- | --------- | ----- | -------- | ------------------------------------- |
| 1.  | 6. února 2013   | Sun Life Stadium, Miami Gardens, Spojené státy americké        | Guatemala | 4:1   | 4:1      | Přátelský zápas                       |
| 2.  | 23. března 2018 | Stade de France, Saint-Denis, Francie                          | Francie   | 1:2   | 3:2      | Přátelský zápas                       |
| 3.  | 3. června 2019  | Stadion El Campín, Bogotá, Kolumbie                            | Panama    | 2:0   | 3:0      | Přátelský zápas                       |
| 4.  | 6. září 2019    | Sun Life Stadium, Miami Gardens, Spojené státy americké        | Brazílie  | 1:1   | 2:2      | Přátelský zápas                       |
| 5.  | 6. září 2019    | Sun Life Stadium, Miami Gardens, Spojené státy americké        | Brazílie  | 2:1   | 2:2      | Přátelský zápas                       |
| 6.  | 9. října 2020   | Metropolitní stadion Roberta Meléndeze, Barranquilla, Kolumbie | Venezuela | 2:0   | 3:0      | Kvalifikace na Mistrovství světa 2022 |
| 7.  | 9. října 2020   | Metropolitní stadion Roberta Meléndeze, Barranquilla, Kolumbie | Venezuela | 3:0   | 3:0      | Kvalifikace na Mistrovství světa 2022 |

## Ocenění
Kolumbie U20
- Tournoi de Toulon: 2011[5]

Individuální
- Nejlepší mladý hráč Serie A: 2012[6]